# Formosa (Gvineja Bisau)
Formosa je otok u otočju Bissagos, Gvineja Bisau, dio sektora Caravela. Njegova površina je 140 km², a dimenzije su mu 19,9 km x 10 km. S Pontom i Maiom čini praktički jedan otok, odvojen potocima. Na otoku živi 1873 stanovnika (popis iz 2009.); najveće selo je Abú.